# مرغ تشنار (سادات محمودي)
مرغ تشنار (بالفارسية: مرغ چنار) هي قرية تقع في إيران في قسم سادات محمودي الريفي. يقدر عدد سكانها بـ 68 نسمة بحسب إحصاء 2016.